# Azereix
Azereix település Franciaországban, Hautes-Pyrénées megyében. Lakosainak száma 968 fő (2022. január 1.). Azereix Ibos, Ger, Juillan, Louey és Ossun községekkel határos.

## Népesség
A település népességének változása:
| Lakosok száma | 1009 | 996  | 1004 | 986  | 983  | 984  | 979  | 973  | 968  |
|               | 2013 | 2015 | 2016 | 2017 | 2018 | 2019 | 2020 | 2021 | 2022 |